# Myrcia extranea
Myrcia extranea är en myrtenväxtart som beskrevs av Mcvaugh. Myrcia extranea ingår i släktet Myrcia och familjen myrtenväxter.
Artens utbredningsområde är Guyana. Inga underarter finns listade i Catalogue of Life.